# ジャガラモガラ
ジャガラモガラ（じゃがらもがら）とは山形県天童市、雨呼山の斜面にあるすり鉢状窪地。

## 概要
天童市の雨呼山中腹、標高約500～600mの斜面に存在するすり鉢状窪地。窪地の底部に複数の小さな風穴が存在しており、真夏でも冷風が地中からふき出している。植物の植生は底に近づくほど高山的な植生である。天童市の天然記念物、山形県有形文化財「ジャガラモガラ風穴植物群落」に指定されている。

## 地理
天童市字貫津字古根坂、市の東南東に位置する雨呼山（あまよばりやま、標高905ｍ）と鵜沢山の間の尾根西方山腹の標高500～600mの斜面に東西約90m、南北約250m、深さ約100mにおよぶ範囲に窪地が形成されている。「大地獄」を中心に「大畑の窪」、「牛蒡畑の窪」、「村雲の窪」、「一丁八歩の窪」、「上地獄」、「下地獄」、「中窪」など複数の窪地があり、その中で大地獄（550m等高線で囲まれた東西30m南北62mの窪地）をジャガラモガラと呼ぶことが多い。

## 風穴としての分類
風穴は洞窟状の風穴（洞窟風穴）と砕石が積み重なった累石状風穴（累石風穴）に分類され、累積した流紋岩の岩片の間に形成されたジャガラモガラ風穴は累石風穴に分類される。ジャガラモガラ（大地獄）の風穴群は約30個（直径20-100cm）、そのうち砕石と土に覆われた裸地上にある自然風穴は約10個。風穴郡からは摂氏3度から8度の冷気が吹き出しており、窪地では盛夏でも低温を示す。また窪地の底は水はけがよく、降雨後でも水が貯まらない現象が見られる。

## 植生
ジャガラモガラ一帯の標高は500-600mだが、窪地の底部では風穴を中心にベニバナイチヤクソウ、コキンバイ、ホソバノキリンソウ、ハナゴケなどの小形の植物が、少し離れてレンゲツツジ、ヤナギランなどが分布し、植生分布の逆転がみられる。

## その他
昭和46年に天童市の天然記念物に指定され、平成7年に山形県有形文化財「ジャガラモガラ風穴植物群落」に指定されている。

## 参考資料
1. 1 2 3  “ジャガラモガラ風穴植物群落”. 山形の宝検索navi.   山形県教育庁文化財・生涯学習課. 2022年3月11日閲覧。
2. 1 2  真木太一 (1998-09). “ジャガラモガラ風穴・盆地の地形, 気象および植生の特徴” (PDF). 農業気象 54 (3):  255-266. ISSN 00218588 2022年3月11日閲覧。.
3. 1 2  市報天童2016/12/1.p6

座標: 北緯38度20分37.8秒 東経140度26分17.9秒 / 北緯38.343833度 東経140.438306度